# كلير أونيل
كلير إلين أونيل (بالإنجليزية: Clare O'Neil)‏ (من مواليد 12 سبتمبر 1980) سياسية أسترالية تشغل منصب وزيرة الشؤون الداخلية والأمن السيبراني منذ عام 2022. كما أنها عضو في حزب العمال الأسترالي وكانت عضوًا في مجلس النواب منذ عام 2013.